# Vairë
Vairë, que significa la tejedora en quenya, es un personaje ficticio del legendarium del escritor J. R. R. Tolkien. Es una ainu y una de las valier, esposa de Námo y en Arda vive con él en las Estancias de Mandos, donde se dedica a tejer el transcurrir del tiempo. Sus tapices decoran las Estancias y a su esposo le sirven de ayuda para juzgar el destino de las almas.
Es una de las valier menos importantes. Tolkien la describe en el «Valaquenta», pero ya no vuelve a tomar parte en la historia. 

## Otras versiones dellegendarium
En El libro de los cuentos perdidos, Nienna es la esposa de Mandos y Vairë es una elfa de Tol Eressëa, hija de Tulkastor. Ella y su esposo Lindo le cuentan al marinero Eriol las versiones anteriores que Tolkien escribió de las historias que aparecen en El Silmarillion.